# 若狭勝
若狭 勝（わかさ まさる、1956年〈昭和31年〉12月6日 - ）は、日本の弁護士、政治家、検察官。
弁護士法人わかさ代表弁護士。元・弁護士法人若狭・高橋法律事務所代表弁護士。1983年に検事に任官し、東京地検特捜部副部長や東京高検検事、横浜地検刑事部長、東京地検公安部長を歴任。2009年に退官して弁護士に転じた。2014年12月の衆院選に自民党から立候補して初当選し、2016年10月の衆議院補選で再選した。2017年7月の東京都議会議員選挙では離党して日本ファーストの会を結成して代表を務め、同年9月に希望の党を結成し、同年10月の総選挙で落選した。輝照塾の塾長も務めた。エクシア合同会社の顧問弁護士も務めた

## 来歴

### 出生、学生時代
東京都葛飾区生まれ、足立区育ち。タクシー運転手（のち零細の町工場の工員）の家庭に育つ。小さい時から、夏休みなどには仕事の手伝いもした。小学校で足立区へ転居。
名前の「まさる」をもじり、小学校時代から渾名は「サル」であった。東京都立江北高等学校 、中央大学法学部卒業。

### 検事
1983年4月、検事に任官（同期任官に郷原信郎がいる）。初任は東京地検検事。以後は東京地検特捜部検事、同副部長、横浜地検刑事部長、東京地検公安部長などを歴任した。担当した事件としては、『噂の眞相』誌での和久峻三及び西川りゅうじんのスキャンダル掲載に関わる名誉毀損事件や、ミッチー・サッチー騒動において浅香光代による野村沙知代の公職選挙法違反（虚偽事実公表罪）の告発を受けた捜査、特捜部所属時代のゼネコン汚職事件などがあり、日歯連事件捜査では特捜部班長として携わった。2009年には小向美奈子が覚醒剤取締法違反を犯した際の捜査を指揮している。
酒好きかつ甘党で、公安部長時代に泥酔して携帯電話を一時紛失したこともあるが、悪用される前に回収できた。また後述する政治家引退時にアイスクリームやプリンをやけ食いしていたところ、『名医のTHE太鼓判!』出演時に余命7年を宣告され食生活を改善した。一時試した炭水化物抜きダイエットは「頭の働きが悪くなった」と回想し、食生活で適度を心掛けている。

### 弁護士
2009年3月に退官。4月1日に弁護士登録を行い、第二東京弁護士会に所属した。弁護士に転身した理由は、裁判員制度が始まり、冤罪を防ぐためには弁護士の役割がより大きくなるため、裁判員裁判の法廷に立ちたかったからと語っている。
それ以後は元検事（ヤメ検）の弁護士として、各新聞に事件等の解説をコメント するとともに、テレビの報道番組、ワイドショー、討論番組にコメンテーター・パネリストとして出演した。『FNNスーパーニュース』（フジテレビ）ではキャスターを務めた。
刑事事件だけではなく企業コンプライアンスや危機管理なども取り扱っており、2009年7月には千葉県の「県経理問題特別調査外部審査委員会」の構成委員 に、11月には「コンプライアンス委員会」の委員に選ばれた。またコンプライアンスに関する講演活動も行った。

### 政界へ
2013年3月22日、自由民主党が、若狭に第23回参議院議員通常選挙への出馬を打診していたことが明らかとなった。翌日、スポーツ新聞は「7月参院選の超目玉」と報じた。同党は比例区に、若狭を含め29人の候補者を立てた。安倍晋三首相は自民党本部に世界平和統一家庭連合（旧統一教会）の徳野英治会長らを招き、山口県出身の北村経夫の支援を直接依頼した。立正佼成会、妙智会教団、教派神道は若狭を支援した。霊友会は石田昌宏と太田房江を支援し、世界真光文明教団は元衆議院議員の木村義雄を支援した。7月21日投開票。自民党は比例代表で18議席を獲得した。石田は11位で、北村は15位で、木村は17位で、太田は18位で当選した。若狭は19番目の得票数で次点で落選した。18位当選の太田との差はわずか344票だった。
2014年の第47回衆議院議員総選挙では、自民党より比例東京ブロック単独（名簿第27位）で立候補し、初当選を決めた。

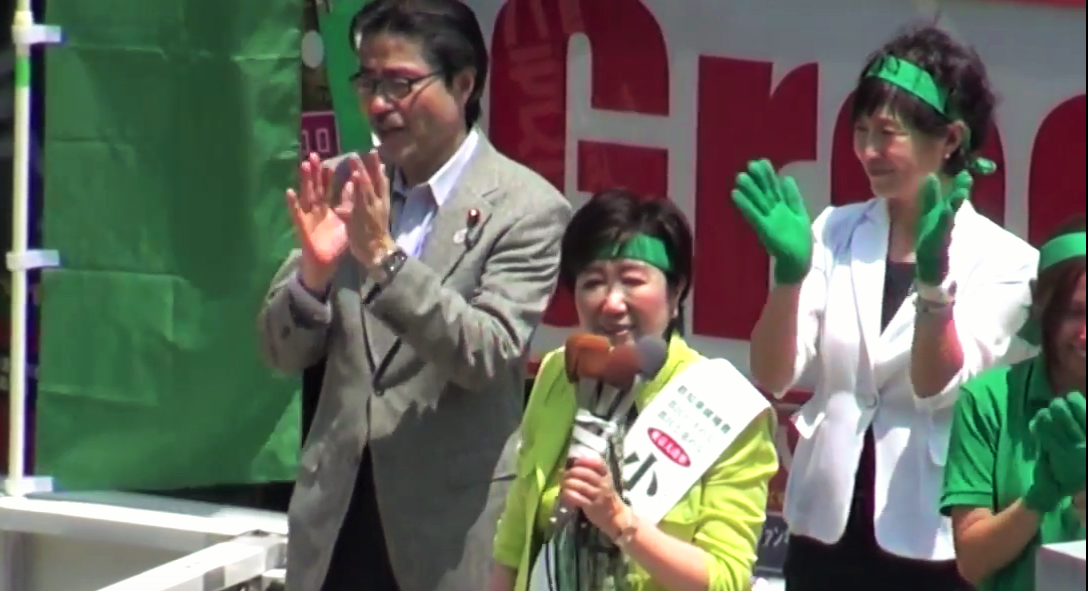
東京都知事選挙の街頭演説にて、小池百合子と共に

2016年5月27日、東京新聞は、週刊文春のスクープに端を発した東京都知事の舛添要一の公私混同問題をめぐり、都民らから都に寄せられた苦情や意見は計1万9千件余りにのぼると報じた。5月30日頃、若狭と東京10区選出の小池百合子は、実施が予想される都知事選の出馬について協議した。
同年6月15日、舛添が辞職願を都議会に提出。6月29日、小池が舛添の辞職に伴う東京都知事選挙に立候補する意向を表明。同年7月に行われた都知事選で、若狭は党が推薦した増田寛也ではなく小池の応援に入り、街頭演説第一声から行動をともにした。自民党東京都連会長の石原伸晃と都連幹事長の内田茂は連名で、「増田以外の候補者を党員や親族が応援した場合は除名などの処分対象になる」という警告文書を配布した。7月31日の投開票の結果、小池が他候補を大きく引き離し初当選した。選挙終了後に都連のホームページから若狭の情報が削除された。
同年8月26日発売の『月刊Hanada』10月号に「元特捜の血が騒ぐ 小池百合子の闘い」と題する文章を寄稿。「自民党都連や自民党そのものを向こうに回しての選挙戦は、本当に刺激的でした」と語った。
同年9月6日には自民党幹事長の二階俊博と会談し、小池を応援したことに対して厳重注意処分を受けた。また、小池の都知事転出により補欠選挙が実施される東京10区への出馬の意向を伝え、公募者選考を経て21日に自民党の公認候補となった。10月23日の投開票で民進党候補らを大きく引き離して当選した。同月26日に東京都選挙管理委員会から当選の旨が告示され、同日付で再び衆議院議員となった。

### 希望の党
2017年5月31日、同年に行われる東京都議会議員選挙において、自民党ではなく都民ファーストの会を支援するためとして、党本部に離党届を提出。
同年6月30日、小池百合子と会い、新しい国政政党の立ち上げについて話し合った。7月2日、都議選実施。都民ファーストの会は圧勝する。翌7月3日、自民党は若狭の離党を了承した。同月13日には政治団体「日本ファーストの会」を設立し、代表に就任。8月7日、記者会見し、年内の新党結成の必要性を明言。民進党を離党する意向の細野豪志を念頭に、「自民党に代わる受け皿づくりを考えている人と、これから協議を深めていく」と述べた。8月25日、長島昭久、松沢成文と都内で会談し、新党の結成に向けて協議した。9月11日夜、若狭と細野は小池百合子と東京都港区で会食。新党結成に向けて協議している政策などについて小池に報告した。9月16日、若狭は都内で政治塾「輝照塾」を開講。約200人の塾生が参加した。
同年9月23日、若狭と細野は新党の名称を「希望の党」とする方向で最終調整に入った。9月25日、新党「希望の党」は総務大臣に党の設立を届け出た。党の代表は小池とされ、設立届には若狭、細野、中山恭子ら現職の国会議員9人が名を連ねた。主たる事務所は、若狭がかつて代表を務めた「自由民主党東京都第十選挙区支部」と同一の住所（豊島区南池袋2丁目）に置かれた。
同年9月29日早朝、小池と民進党の前原誠司代表は新宿区内のホテルで会談。「候補者調整については、若狭と民進党総合選対本部長代行の玄葉光一郎が実務的な話し合いを進める」ことが確認された。同日10時頃、若狭は玄葉と会い、候補者調整に着手。9月30日も同じ時刻に会い、候補者調整を行った。10月2日夕方、枝野幸男が新党「立憲民主党」を立ち上げると表明。これを受けて若狭は「立憲民主の候補者の選挙区にはきちんと候補者を擁立する」と記者団に語った。
同年10月3日、若狭と玄葉と細野は参議院議員会館で記者会見し、希望の党の第1次公認192人を発表した。記者の質問に細野豪志は「民進党出身者のうち希望の党が公認していない人について、無所属で立候補するのであればその選挙区に希望の党は候補者を立てないとか、そのようなことを希望の党の側から言ったことはない」と答えた。立憲民主の関係者は「希望の党は、立憲民主党への参加者を切り崩すため、民進党側に無所属での立候補なら対抗馬を立てないと圧力をかけていた」と話している。そして実際に無所属での立候補者には対立候補を立てなかった。立憲民主党の結党メンバーである枝野、長妻昭、菅直人、赤松広隆、阿部知子、初鹿明博の6人の選挙区には抜かりなく対立候補を立てた。
同年10月22日に行われた第48回衆議院議員総選挙の東京10区は、若狭、自民党前職の鈴木隼人、立憲民主党新人の鈴木庸介、日本共産党新人の岸良信など計6人の戦いとなり、鈴木隼人が当選した。希望の党は比例東京ブロックで3議席を獲得。4番目の惜敗率（63.524％）だった若狭は比例復活もかなわず、議席を失った。
同年10月26日、BSフジに出演した際に「政治活動はいったんここで退く」と述べ政界引退を表明。自らの年齢（60歳）も引退の理由に挙げ、「元気でも65歳を過ぎたら若い人や女性に譲るべき」「自分は例外だとは言いづらい」と述べた。希望の党の後方支援は引き続き行っていくとしている。
2018年2月17日、「輝照塾」の講義終了時に閉塾を宣言。3月1日に日本ファーストの会を解散した。現在はコメンテーターとしての活動を再開している。

## 年表
- 1975年3月：東京都立江北高等学校卒業。
- 1980年
  - 3月：中央大学法学部卒業。
  - 10月：旧司法試験合格。
- 1981年2月：司法修習生（35期）[70]
- 1983年4月：検事に任官し、東京地検に配属[71]。
- 1984年4月：福島地検検事。
- 1988年4月：横浜地検検事。
- 1990年4月：法務省東京法務局（訟務検事）。
- 1993年4月：東京地検刑事部検事、特捜部検事。
- 1996年4月：法務総合研究所教官。
- 1998年4月：東京地検特捜部副班長。
- 2000年4月：最高裁判所司法研修所教官、法務省司法試験考査委員。
- 2003年4月：東京地検特捜部班長。
- 2004年
  - 4月：同地検刑事部副部長。
  - 10月：同地検特捜部副部長。
- 2005年9月：横浜地検刑事部長。
- 2007年
  - 7月：東京高検検事。
  - 10月：東京地検公安部長。
- 2009年
  - 3月31日：検事退官。
  - 4月1日：弁護士登録（第二東京弁護士会）。
- 2013年
  - 1月：弁護士法人 若狭・高橋法律事務所設立、同代表弁護士[72]。
  - 7月：第23回参議院議員通常選挙に自由民主党公認で比例区から出馬したが落選。
- 2014年12月：第47回衆議院議員総選挙に自由民主党公認で比例東京ブロック単独候補として出馬し初当選。
- 2016年10月：東京10区補欠選挙に自由民主党公認で出馬（これに伴い一旦議員失職）、民進党の新人候補らを破り当選[2]。
- 2017年
  - 7月13日：政治団体「日本ファーストの会」を設立し、代表に就任。
  - 10月：第48回衆議院議員総選挙に希望の党から出馬したが、自由民主党の鈴木隼人に敗れ、比例復活もならず落選。

## 著書
- 嘘の見抜き方（2013年5月、新潮社・新潮新書）ISBN 978-4106105197
- ニュースで鍛える善悪の整理術（2013年6月、産経新聞出版）ISBN 978-4819112208
- 参謀力　元東京地検特捜部検事・政治家の闘い（2017年7月、双葉社）ISBN 978-4575312874
- 若狭は見た！ 議事堂内の「清濁政治」（2018年6月、ブイツーソリューション）
- 分水嶺　濁流の果て（2019年3月、日本橋出版）ISBN 978-4434257032。小説

## 出演番組
レギュラー番組
| 期間          | 期間          | 番組名                                 | 役職                 | 備考                                                                         |
| ------------- | ------------- | -------------------------------------- | -------------------- | ---------------------------------------------------------------------------- |
| 2005年4月     | 2014年3月     | みのもんたの朝ズバッ!→朝ズバッ!（TBS） | 水曜日コメンテーター |                                                                              |
| 2011年1月     | 2011年3月     | スーパーJチャンネル（テレビ朝日）      | 金曜日コメンテーター |                                                                              |
| 2011年4月1日  | 2013年3月29日 | FNNスーパーニュース（フジテレビ）      | コメンテーター       | 金曜日出演、以前は木村太郎が休暇の時や裁判関連のニュースある時に出演していた |
| 2021年3月31日 | 現在          | めざまし8（フジテレビ）                | 総合解説担当         | 水曜日出演、2021年9月29日まで隔週での出演、同年10月6日から毎週での出演       |

イレギュラー・バラエティ・特別番組・その他
- 〜裏ネタワイド〜 DEEPナイト（テレビ東京系列）
- ひるおび!
- スッキリ!!
- スーパーモーニング
- 情報プレゼンター とくダネ!
- やじうまテレビ!
- Oha!4 NEWS LIVE
- ニュースJAPAN
- 情報ライブ ミヤネ屋
- みのもんたのサタデーずばッと
- 知りたがり!
- NEWS23X
- ワイド!スクランブル
- 新報道2001
- ウェークアップ!ぷらす
- ビートたけしのTVタックル
- 朝まで生テレビ!
- 報道ステーション
- 緊急報道 action!特別版 連続幼女誘拐・殺人事件で新事実
- ダウンタウンDX
- FNN特報　安倍晋三元首相「国葬」第1部コメンテーター（2022年9月27日）
  - めざまし8スタジオにて風間晋と共同で担当。
- HITOSHI MATSUMOTO presents ドキュメンタル（2023年、Amazonプライム・ビデオ）
  - シーズン12出演

その他